# Ursula K. Le Guin
Ursula Kroeber Le Guin (AFI: [ˈkroʊbər lə ˈɡwɪn]; KROH-bər lə-GWIN; nascida em Berkeley, Califórnia, Estados Unidos, em 21 de outubro de 1929 — falecida em Portland, Óregon, Estados Unidos, em 22 de janeiro de 2018) foi uma autora e escritora estadunidense, mais conhecida por suas obras de ficção especulativa, incluindo os trabalhos de ficção científica ambientados no universo de Hain e a série de fantasia Ciclo de Terramar. Le Guin publicou pela primeira vez em 1959 e sua carreira literária estendeu-se por quase 60 anos, produzindo mais de 20 romances e mais de 100 contos, além de poesias, crítica literária, traduções e literatura infantil. Frequentemente descrita como uma autora de ficção científica, Le Guin também foi chamada de uma "voz importante nas letras americanas". A própria autora disse que preferia ser conhecida como uma "romancista americana".

## Biografia
Ursula nasceu em Berkeley, na Califórnia, filha da escritora Theodora Kroeber e do antropólogo Alfred Louis Kroeber. Após terminar um mestrado em francês, Le Guin iniciou estudos para um doutorado, mas os abandonou depois de se casar em 1953 com o historiador Charles Le Guin. Ela começou a escrever em tempo integral no fim dos anos 1950 e atingiu sucesso crítico e comercial com os romances A Wizard of Earthsea (1968) e The Left Hand of Darkness (1969), descritos por Harold Bloom como suas obras-primas. Por este romance, ela ganhou tanto o prêmio Hugo quanto o prêmio Nebula de Melhor Romance, tornando-se a primeira mulher a fazê-lo. Posteriormente, publicou várias obras ambientadas em Terramar, no universo de Hain e no país ficcional de Orsinia; além destes, houve ainda diversos livros infantis e várias antologias.
Tanto a antropologia cultural, quanto o taoísmo, o feminismo e os escritos de Carl Jung exerceram uma forte influência na obra de Ursula Le Guin. Muitas de suas histórias usam antropólogos ou observadores culturais como protagonistas e as ideias taoístas sobre equilíbrio foram identificadas em diversos escritos. Com frequência, a autora subvertia os lugares comuns da ficção especulativa, como seu uso de protagonistas de pele escura em Terramar, além de seu uso de dispositivos estruturais ou estilísticos incomuns em livros como na obra experimental Always Coming Home (1985). Temas políticos e sociais, incluindo raça, gênero, sexualidade e transição à vida adulta, se destacam em suas obras. Além disso, também explorou estruturas políticas alternativas em muitas histórias, como na parábola The Ones Who Walk Away from Omelas (1973) e no romance utópico Os Despossuídos (1974). Sua obra exerceu uma influência enorme no campo da ficção especulativa e foi objeto de atenção intensa da crítica. Ela recebeu diversos prêmios, incluindo oito Hugos, seis Nebulas e vinte e dois Locus; em 2003, tornou-se a segunda mulher a ser agraciada com o título de Grand Master da Science Fiction and Fantasy Writers of America. A Biblioteca do Congresso dos Estados Unidos (EUA) nomeou-a uma "Lenda Viva" em 2000 e, em 2014, ela ganhou a Medalha por Contribuições Distintas às Letras Americanas da National Book Foundation. Le Guin influenciou diversos autores, incluindo Salman Rushdie, David Mitchell, Neil Gaiman e Iain Banks. Após sua morte em 2018, o crítico John Clute escreveu que ela havia "conduzido a ficção científica americana por quase meio século", enquanto Michael Chabon referiu-se a ela como a "maior escrita americana de sua geração".

## Percurso

### Infância

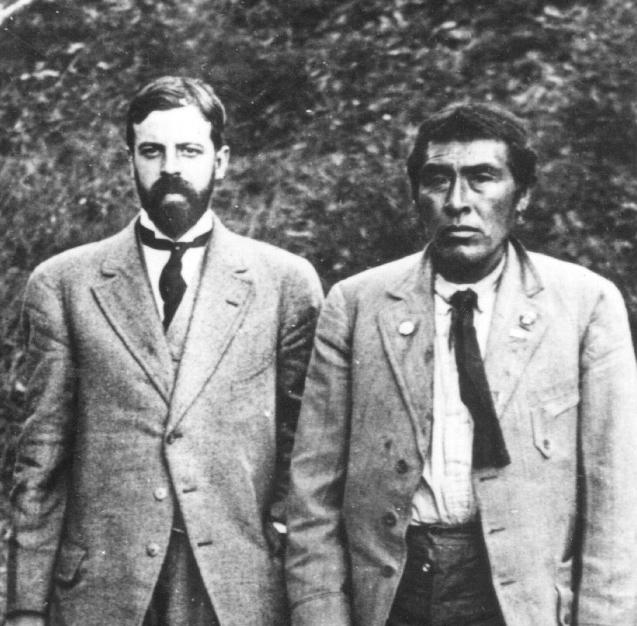
O pai de Ursula, Alfred Kroeber, com Ishi, o último dos Yahi (1911)

Ursula K. Le Guin nasceu Ursula Kroeber, filha de Alfred Louis Kroeber, um antropólogo na Universidade da Califórnia em Berkeley e de Theodora Kroeber, (nascida Theodora Covel Kracaw), uma psicóloga pós-graduada que, aos 60 anos, passou a dedicar-se à escrita, estabelecendo uma carreira de sucesso como autora. Entre suas obras, está Ishi in Two Worlds (1961), uma biografia sobre Ishi, um indígena americano que se tornou o último membro conhecido da tribo Yahi depois de os outros membros serem mortos por colonizadores brancos.
Ursula tinha três irmãos mais velhos: Karl, que se tornou um acadêmico no campo da literatura, Theodore e Clifton A família possuía uma grande coleção de livros e, na juventude, todos os irmãos se interessaram pela leitura. A família Kroeber recebia uma série de visitantes, incluindo acadêmicos conhecidos como Robert Oppenheimer; posteriormente, ela usaria Oppenheimer de modelo para Shevek, o físico protagonista de Os Despossuídos. A família dividia seu tempo entre uma casa de verão no Vale de Napa e uma casa em Berkeley durante o ano acadêmico.
As leituras de Ursula incluíam ficção científica e fantasia: com frequência, ela e seus irmãos liam edições das revistas Thrilling Wonder Stories e Astounding Science Fiction. Ela gostava muito de mitos e lendas, especialmente da mitologia nórdica, e de lendas nativo americanas que seu pai lhe contava. Outros autores dos quais gostava eram Lord Dunsany e Lewis Padgett. Ela também desenvolveu um interesse precoce pela escrita; ela escreveu um conto aos nove anos e enviou seu primeiro conto à Astounding Science Fiction aos onze. Este último foi rejeitado e ela não enviou mais nada a revistas por 10 anos.

### Educação
Ursula Le Guin frequentou a Berkeley High School e em 1951, ela formou-se Bacharel de Artes em Renascença Francesa e Literatura Italiana pelo Radcliffe College onde graduou-se como membro da sociedade de honra Phi Beta Kappa e especializou-se depois em Línguas Latinas e Literatura Medieval e Renascentista.
Ela fez sua pós-graduação na Universidade Columbia e, em 1952, tornou-se Mestre de Artes em francês. Logo depois, começou a trabalhar no seu doutoramento e ganhou uma bolsa do Programa Fulbright para continuar seus estudos em Paris, França, de 1953-54.

### Casamento e Carreira
Durante essa viagem à França a bordo do transatlântico RMS Queen Mary, Ursula conheceu o historiador Charles Le Guin com quem se casou em Paris em dezembro de 1953. Segundo ela, o casamento sinalizou o fim do doutoramento para ela. Nos primeiros anos de casamento Urusla trabalhou como professora de francês e como secretária até o nascimento de sua filha Elisabeth em 1957.
Em 1959, quando sua segunda filha Caroline nasceu, ela mudou-se com sua família para Portland, onde seu filho Theodore nasceu em 1964. Embora ela tenha recebido outras bolsas do Programa Fulbright para viajar a Londres em 1968 e 1975, morou em Portland pelo resto de sua vida.  
Sua carreira como escritora começou no fim dos anos 1950, mas o tempo que passava cuidando de seus filhos restringia seus horários de escrita. Mesmo assim, ela continuou escrevendo e publicando por quase 60 anos. Ela também trabalhou como editora e deu aulas em universidade a alunos de graduação. Fez parte do Conselho Editorial dos periódicos Paradoxa e Science Fiction Studies, além de escrever crítica literária.
Além disso também foi professora na Universidade Tulane, no Bennington College e na Universidade Stanford, entre outras.
Em maio de 1983, ela discursou no Mills College em Oakland: seu discurso intitulava-se "A Left-handed Commencement Address" ("Um Discurso Canhoto"), o qual foi listado como um dos 100 Melhores Discursos do Século XX pelo site American Rhetoric, e foi incluído em sua coleção de não-ficção Dancing at the Edge of the World.

### Morte
Ursula Le Guin morreu em 22 de janeiro de 2018, na sua casa em Portland, aos 88 anos. Seu filho disse que sua saúde estava debilitada havia diversos meses e afirmou que, provavelmente, ela havia tido um ataque cardíaco. Seu funeral aconteceu de maneira reservada em Portland. Um funeral aberto ao público, que incluiu discursos das escritoras Margaret Atwood, Molly Gloss e Walidah Imarisha, foi realizado em Portland em junho de 2018.

### Opiniões e ativismo
Penso que tempos difíceis estão chegando quando vamos querer vozes de escritores que possam enxergar alternativas para como vivemos agora e que possam ver através de nossa sociedade acometida pela medo e suas tecnologias obsessivas. Vamos precisar de escritores que possam se lembrar da liberdade. Poetas, visionários – os realistas de uma realidade maior.

—Ursula K. Le Guin
Ela recusou um Prêmio Nebula por sua história The Diary of the Rose em 1977, em protesto à revogação da filiação de Stanislaw Lem da Science Fiction Writers of America. A escritora atribuiu esta revogação às críticas que Lem fez à ficção científica americana e à disposição do autor em morar no Bloco Socialista; disse, ainda, que se sentiu relutante em aceitar um prêmio "por uma história sobre intolerância política de um grupo que havia acabado de demonstrar intolerância política".
Ursula disse, certa vez, que havia sido "criada tão irreligiosa como uma lebre". Ela expressou um profundo interesse pelo Taoísmo e pelo Budismo, afirmando que o primeiro havia "lhe permitido entender como enxergar a vida" durante sua adolescência. Em 1997, ela publicou uma tradução do Tao Te Ching, motivada por sua simpatia pelo pensamento taoísta.
Em dezembro de 2009, Ursula Le Guin saiu da Authors Guild, organização estadunidense de escritores, em protesto pelo aval que esta deu ao projeto de digitalização feito pelo Google (o Google Livros). "Vocês decidiram fazer um acordo com o demônio", ela escreveu em sua carta de renúncia. "Há princípios envolvidos, acima de tudo o conceito de direito autoral; e estes vocês acharam por bem abandoná-los, sem luta, a uma corporação para esta fazer com eles o que bem entender".
Em 2014, num discurso durante a premiação do National Book Award, Le Guin criticou a Amazon e o controle que esta exercia sob a indústria editorial, especificamente referenciando o tratamento dado à editora Hachette Book Group USA durante uma disputa sobre a publicações de ebooks. Seu discurso recebeu ampla atenção da mídia dentro e fora dos Estados Unidos, chegando a ser transmitido duas vezes pela NPR.

## Obras

### Primeiras obras
O primeiro trabalho publicado por Le Guin foi o poema "Folksong from the Montayna Province" em 1959 e seu primeiro conto publicado foi "An die Musik" em 1961; ambos se passavam em Orsinia, país fictício criado pela autora. Entre 1951 e 1961, ela escreveu cinco romances: todos se passavam em Orsinia e acabaram sendo rejeitados pelas editoras por serem considerados inacessíveis. Parte de sua poesia deste período foi publicada em 1975 no volume Wild Angels. Após longos períodos recebendo rejeições de editoras, Le Guin voltou sua atenção à ficção científica, sabendo que havia um mercado para escrever que poderia, prontamente, ser classificado como tal. Sua primeira publicação profissional foi o conto "April in Paris" em 1962 na revista Fantastic Science Fiction, à qual seguiram-se sete outras histórias nos anos subsequentes na Fantastic ou na Amazing Stories. Entre estas, estavam "The Dowry of Angyar", que apresentou o universo ficcional de Hainish, e "The Rule of Names" e "The Word of Unbinding", que apresentaram o mundo de Terramar. Estas histórias foram, em grande parte, ignoradas pela crítica.
A editora Ace Books lançou Rocannon's World, o primeiro romance de Le Guin, em 1966. Outros dois romances de Hainish, Planet of Exile e City of Illusions, foram publicados em 1966 e 1967, respectivamente, e, juntos, estes três livros ficariam conhecidos como a trilogia de Hainish. Os dois primeiros foram publicados como metade de um "Ace Double": dois romances reunidos num livro de brochura e vendidos como um volume único de baixo custo. City of Illusions foi lançado num volume avulso, indicando o reconhecimento crescente do nome de Le Guin. Estes livros receberam mais atenção crítica que os contos da autora, com resenhas sendo publicadas em diversas revistas de ficção científica, mas a recepção da crítica manteve-se pouco expressiva. Os livros continham diversos temas e ideias também presentes nas obras posteriores e mais conhecidas de Le Guin, incluindo a "jornada arquetípica" de um protagonista que empreende tanto uma jornada física quanto uma de alto-descoberta, contato e comunicação entre culturas, a busca por identidade e a reconciliação de forças opostas.
Quando a revista Playboy publicou sua história "Nine Lives" em 1968, perguntaram a Le Guin se poderiam publicá-la sem usar seu primeiro nome completo, ao que Le Guin concordou: a história foi publicada sob o nome de "U. K. Le Guin". Posteriormente, ela escreveu que foi a primeira e única vez que sofreu preconceito de um editor ou editora por ser uma escritora mulher e refletiu que "parecia tão bobo, tão grotesco, que falhei em perceber que também era importante." Em edições subsequentes, a história foi publicada com seu nome completo.

### Atenção da crítica
Os próximos dois livros de Le Guin lhe trouxeram uma aclamação súbita e ampla da crítica. A Wizard of Earthsea, lançado em 1968, era um romance de fantasia escrito, a princípio, para adolescentes. Le Guin não planejara escrever para o público jovem, mas o editor da Parnassus Press lhe solicitou que escrevesse um romance direcionado para este grupo, pois ele o via como um mercado com grande potencial. Um bildungsroman ambientado no arquipélago ficcional de Terramar, o livro teve uma recepção positiva tanto nos EUA quanto no Reino Unido.

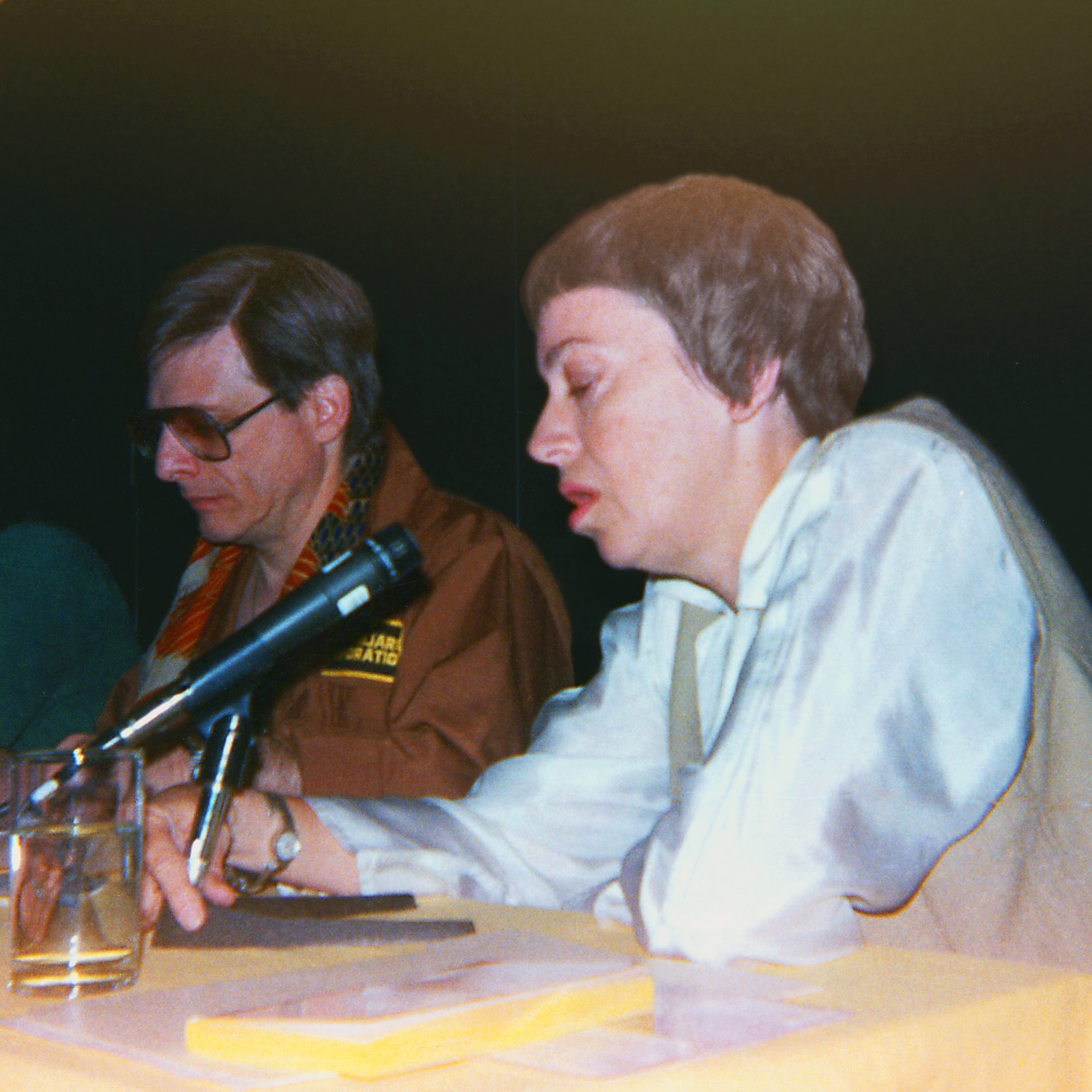
Le Guin com Harlan Ellison na Westercon em Portland (1984)

Seu próximo romance, The Left Hand of Darkness, era uma história ambientada no universo de Hain que explorava temas de gênero e sexualidade num planeta ficcional onde humanos não tinham sexo fixo. O livro era o primeiro de Le Guin a tratar de questões feministas, e, de acordo com a estudiosa Donna White, ele "chocou os críticos de ficção científica"; ganhou ambos os prêmios Hugo e Nebula de melhor romance – fazendo de Le Guin a primeira mulher a ganhar estes prêmios – e uma série de outras premiações. O crítico Harold Bloom descreveu A Wizard of Earthsea e The Left Hand of Darkness como as obras-primas de Le Guin. Ela ganhou o prêmio Hugo novamente em 1973 pelo romance The Word for World is Forest. O livro foi influenciado pela raiva de Le Guin acerca da Guerra do Vietnã e explorava temas de colonialismo e militarismo: Mais tarde, Le Guin o descreveu como "o manifesto político mais explícito" que já fizera numa obra ficcional.
Le Guin continuou a desenvolver temas de equilíbrio e amadurecimento nos próximos dois livros da série Earthsea, The Tombs of Atuan e The Farthest Shore, publicados em 1971 e 1972 respectivamente. Ambos os livros foram elogiados pela escrita, enquanto a exploração da morte como tema em The Farthest Shore também suscitou elogios. Seu romance The Dispossessed, de 1974, novamente, ganhou os prêmios Hugo e Nebula de melhor romance, fazendo da autora a primeira pessoa a ganhar os dois prêmios para cada um de dois livros. Também ambientado no universo de Hain, a história explora o anarquismo e o utopianismo. A acadêmica Charlotte Spivack descreveu o livro como representativo de uma mudança na ficção científica de Le Guin em direção à discussão de ideias políticas. Diversos de seus contos de ficção especulativa do período, incluído seu primeiro conto publicado, foram, posteriormente, reunidos na coleção The Wind's Twelve Quarters (1975). A ficção do período de 1966 a 1974, que também incluía The Lathe of Heaven, os contos "The Ones Who Walk Away From Omelas" e "The Day Before the Revolution", que ganharam o Hugo e o Nebula respectivamente, constituem as obras mais conhecidas de Le Guin.

### Exploração maior
Le Guin publicou uma série de obras na segunda metade dos anos 1970. Entre estas, está o romance The Eye of the Heron, o qual, de acordo de Le Guin, pode fazer parte do universo de Hain. Ela também publicou Very Far Away from Anywhere Else, um romance realista para adolescentes, bem como a coleção Orsinian Tales e o romance Malafrena em 1976 e 1979 respectivamente. Embora os dois últimos fossem ambientados no país ficcional de Orsinia, o gênero das histórias era ficção realista ao invés de fantasia ou ficção científica. The Language of the Night, uma coleção de ensaios, foi lançada em 1979, e Le Guin publicou também Wild Angels, um volume de poesia, em 1975.
Entre 1979, quando publicou Malafrena, e 1994, quando foi lançada a coleção A Fisherman of the Inland Sea, Le Guin escreveu, sobretudo para um público jovem. Em 1985, ela publicou a obra experimental Always Coming Home. Ela escreveu 11 livros infantis ilustrados, incluindo a série Catwings, entre 1979 e 1994, juntamente com The Beginning Place, um romance adolescente de fantasia, lançado em 1980. Mais quatro coleções de poesia foram lançadas neste período, todas tendo recepção positiva. Ela também revisitou o universo de Terramar, publicando Tehanu em 1992: chegando 18 anos depois de The Farthest Shore, período no qual as opiniões de Le Guin desenvolveram-se consideravelmente, o livro tinha um tom mais sombrio do que as primeiras obras da série, e desafiou algumas das ideias apresentadas nestas. O livro foi elogiado pela crítica, e levou a série a ser considerada literatura para adultos.

### Últimas obras
Após uma longa pausa, Le Guin voltou ao Ciclo de Hainish nos anos 1990 com a publicação de uma série de contos, começando com "The Shobies' Story" em 1990. Estas histórias incluíam "Coming of Age in Karhide" (1995), que explorava a entrada na vida adulta e era ambientado no mesmo planeta de The Left Hand of Darkness. Este conto foi descrito pela acadêmica Sandra Lindow como "tão transgressivamente sexual e tão moralmente corajoso" que Le Guin "não poderia tê-lo escrito nos anos 1960". No mesmo ano, ela publicou o conjunto de quatro histórias Four Ways to Forgiveness e, depois, em 1999, lançou a quinta, "Old Music and the Slave Women". As cinco histórias exploravam os temas de liberdade e rebelião numa sociedade escravocrata. Em 2000, ela publicou The Telling, que seria seu último romance de Hainish, e, no ano seguinte, lançou The Other Wind e Tales from Earthsea, os dois últimos livros da série Earthsea.
De 2002 em diante, foram publicadas diversas coleções e antologias das obras de Le Guin. Uma série de histórias suas do período de 1994-2002 foi lançada em 2002 na coleção The Birthday of the World and Other Stories, juntamente com a novela Paradises Lost. O volume examinava ideias não convencionais sobre gênero, bem como temas anarquistas. Outras coleções incluíram Changing Planes, também lançada em 2002, enquanto as antologias incluíram The Unreal and the Real (2012), e The Hainish Novels and Stories, um conjunto de trabalhos em dois volumes do universo de Hain publicado pela Library of America.
Outras obras deste perído incluíram Lavinia (2008), baseada numa personagem da Eneida de Virgílio, e a trilogia Annals of the Western Shore, composta por Gifts (2004), Voices (2006) e Powers (2007). Embora Annals of the Western Shore tenha sido escrita para um público adolescente, o terceiro volume, Powers, recebeu o Prêmio Nebula de Melhor Romance em 2009. Em seus últimos anos, Le Guin distanciou-se da ficção e produziu uma série de ensaios, poemas e algumas traduções. Suas publicações finais incluíram as coleções de não-ficção Dreams Must Explain Themselves e Ursula K Le Guin: Conversations on Writing, e o volume de poesia So Far So Good: Final Poems 2014–2018, todos lançados postumamente.

## Estilo e influências

### Influências
Depois que aprendi a ler, li de tudo. Li todas as fantasias famosas: Alice no País das Maravilhas, O Vento nos Salgueiros e Kipling. Eu adorava O Livro da Selva. E então, quando fiquei mais velha, encontrei Lord Dunsany. Ele abriu um novo mundo: o mundo da pura fantasia. E [...] Worm Ouroboros. Mais uma vez, pura fantasia. Muito, muito estimulante. E então meu irmão e eu descobrimos a ficção científica quando eu tinha 11 ou 12 anos. Primeiramente Asimov, coisas assim. Mas isso não teve muito efeito em mim. Só quando voltei à ficção científica e descobri Sturgeon, mas especialmente Cordwainer Smith [...] Eu li a história "Alpha Ralpha Boulevard" (de Smith), e isso me fez pensar: "Uau! Essa história é tão linda, e tão estranha, e eu quero fazer algo assim."

—Ursula K. Le Guin
Em sua juventude, Le Guin leu tanto livros clássicos quanto ficção especulativa. Mais tarde, a autora disse que a ficção científica não lhe marcou muito até ler as obras de Theodore Sturgeon e Cordwainer Smith, e que, quando criança, havia zombado do gênero. Autores que Le Guin descreve como influências incluem Victor Hugo, William Wordsworth, Charles Dickens, Boris Pasternak e Philip K. Dick. Le Guin e Dick estudaram na mesma escola, mas não chegaram a se conhecer; mais tarde, Le Guin descreveu seu romance The Lathe of Heaven como uma homenagem ao autor. Ela também considerava J. R. R. Tolkien e Liev Tolstói como influências estilísticas e preferia ler Virginia Woolf e Jorge Luis Borges do que autores conhecidos de ficção científica, como Robert Heinlein, cuja escrita Le Guin descreveu como sendo da tradição do "homem branco conquista o universo". Vários acadêmicos afirmam que a influência da mitologia, que Le Guin gostava de ler na infância, também é visível em boa parte de sua obra: por exemplo, o conto "The Dowry of Angyar" é descrito como uma versão de um mito nórdico.
A disciplina de antropologia cultural teve uma forte influência na escrita de Le Guin. Seu pai, Alfred Kroeber, é considerado um pioneiro no campo, chegando a ser diretor do Museu de Antropologia da Universidade da Califórnia: como consequência da pesquisa de seu pai, Le Guin foi exposta à antropologia e exploração cultural na infância. Além de mitos e lenda, ela leu volumes como The Leaves of the Golden Bough de Elizabeth Grove Frazer, um livro infantil adaptado de O Ramo de Ouro, um estudo sobre mito e religião escrito por James George Frazer. Ela descreveu a convivência com os amigos e conhecidos de seu pai como dando-lhe a experiência do outro. As experiências de Ishi, em especial, influenciaram a autora e elementos da história do indígena foram identificados em obras como Planet of Exile, City of Illusions, The Word for World Is Forest e The Dispossessed.
Vários acadêmicos comentaram que a escrita de Le Guin foi influenciada por Carl Jung e, especificamente, pela ideia de arquétipos jungianos. Em especial, a sombra em A Wizard of Earthsea é vista como o arquétipo da Sombra da psicologia junguiana, representando o orgulho, o medo e a sede de poder do protagonista, Ged. Le Guin discutiu sua interpretação deste arquétipo e seu interesse nas partes sombrias e reprimidas da psique numa palestra de 1974. Alhures, a autora afirmou que ela nunca havia lido Jung antes de escrever os primeiros livros da série Earthsea. Outros arquétipos, incluindo a Mãe, o Animus e a Anima também foram identificados na escrita de Le Guin.
O taoísmo filosófico desempenhou um grande papel na cosmovisão de Le Guin, e a influência do pensamento taoísta pode ser vista em várias de suas histórias. Muitos dos protagonistas de Le Guin, incluindo o de The Lathe of Heaven, encarnam o ideal taoísta de deixar as coisas em paz. Os antropólogos do universo de Hain tentam não interferir nas culturas que encontram, enquanto uma das primeiras lições que Ged aprende em A Wizard of Earthsea é não usar a magia a menos que seja absolutamente necessário. A influência taoísta é evidente na descrição de equilíbrio no mundo de Terramar: o arquipélago é retratado como sendo baseado num equilíbrio delicado, que é perturbado por alguém em cada um dos três primeiros romances. Isto inclui um equilíbrio entre a terra e o mar, implícito no nome "Terramar"; entre o povo e seu ambiente natural; e um equilíbrio cósmico maior, o qual magos tem a tarefa de manter. Outra importante ideia taoísta é a reconciliação dos opostos como a luz e a escuridão ou o bem e o mal. Diversos romances de Hainish, especialmente The Dispossessed, explorou este processo de reconciliação. No universo de Terramar, não são os poderes sombrios, mas a concepção errada que as personagens têm acerca do equilíbrio da vida que é retratada como má, ao contrário de histórias ocidentais convencionais, nas quais o bem e o mal estão em conflito constante.

### Gênero e estilo
Embora Le Guin seja conhecida, primariamente, por suas obras de ficção especulativa, ela também escreveu obras realistas, não-ficção, poesia e diversas outras formas literárias, e, por isso, sua obra é de difícil classificação. Seus escritos receberam a atenção de críticos mainstream, críticos de literatura infantil e críticos de ficção especulativa. A própria Le Guin disse que preferia ser conhecida como uma "romancista americana". Sua transgressão das divisões convencionais de gêneros literários levou à balcanização de sua fortuna crítica, especialmente entre os acadêmicos de literatura infantil e os de ficção especulativa. Comentadores observaram que os romances da série Earthsea, especificamente, receberam menos atenção da crítica por serem considerados livros infantis. A própria autora sentiu-se ofendida com este tratamento dada à literatura infantil, descrevendo-o como "chauvinismo porco de adultos". Em 1976, o acadêmico George Slusser criticou a "tola classificação de publicação que designou a série original como 'literatura infantil'", enquanto, na opinião de Barbara Bucknall, Le Guin "pode ser lida como Tolkien, por crianças de dez anos e por adultos. Estas histórias são atemporais, porque lidam com problemas que enfrentamos em qualquer idade".

Felizmente, embora a extrapolação seja um elemento da ficção científica, de maneira alguma trata-se do xis da questão. É racionalista e simplista demais satisfazer a mente imaginativa, seja a do escritor ou a do leitor. Variáveis são o que dão sabor à vida. [Se] quiser, pode ler [muita] ficção científica como um exercício intelectual. Digamos (diz Mary Shelley) que um jovem doutor cria um ser humano em seu laboratório; digamos (diz Philip K. Dick) que os Aliados perderam a segunda guerra mundial; digamos que isto ou aquilo é dessa ou daquela maneira e ver o que acontece... Numa história concebida assim, a complexidade moral do romance moderno não precisa ser sacrificada, nem há qualquer beco sem saída embutido; pensamento e intuição podem mover-se livremente dentro dos limites estabelecidos apenas pelas condições do experimento, que podem ser, com efeito, bem grandes.

—Ursula K. Le Guin, na introdução da edição de 1976 de The Left Hand of Darkness.
Várias de suas obras têm uma premissa retirada da sociologia, psicologia ou filosofia. Por isso, a escrita de Le Guin é, em geral, descrita como ficção científica soft e a autora foi descrita como a "padroeira" deste subgênero. Diversos autores de ficção científica se opuseram ao termo "ficção científica soft", descrevendo-o como um termo potencialmente pejorativo usado para diminuir histórias que não se baseiam em problemas de física, astronomia ou engenharia, e também para atingir a escrita de mulheres e outros grupos subrepresentados no gênero. Le Guin sugeriu o termo "ficção científica social" para alguns de seus escrito, observando, ao mesmo tempo, que muitas de suas histórias não eram, de modo algum, ficção científica. Ela argumentou que o termo "ficção científica soft" fomentava a divisão e sugeria uma visão tacanha do que constitui ficção científica válida.
A influência da antropologia pode ser vista no cenário que Le Guin escolheu para diversas de suas obras. Vários de seus protagonistas são antropólogos ou etnólogos explorando um mundo que lhes é alienígena. Isto é especialmente verdade nas histórias ambientadas no universo de Hain, uma realidade alternativa na qual humanos não evoluíram na Terra, mas em Hain. Mais tarde, os Hainish colonizaram vários planetas, antes de perder contato com ele, originando biologia e estrutura social variadas, mas relacionadas. Exemplos incluem Rocannon em Rocannon's World e Genly Ai em The Left Hand of Darkness. Outros personagens, como Shevek em The Dispossessed, se tornam observadores culturais ao longo de sua jornada em outros planetas. Com frequência, a escrita de Le Guin examina culturas alienígenas e, especialmente, as culturas humanas de planetas diferentes da Terra no universo de Hain. Ao descobrir estes mundos "alienígenas", os protagonistas de Le Guin – e, por extensão, os leitores – também viajam para dentro deles mesmos e desafiam a natureza do que consideram "alienígena" e "nativo".
Muitas das obras de Le Guin possuem características estilísticas ou estruturais consideradas incomuns ou subversivas. A estrutura heterogênea de The Left Hand of Darkness, descrita como "distintamente pós-moderna", era incomum na época de publicação. Contraste-se isso com a estrutura da ficção científica tradicional (principalmente escrita por homens), que era simples e linear. O romance é apresentado como parte de um relatório enviado ao Ekumen por Genly Ai, o protagonista, depois deste passar um tempo no planeta Gethen, sugerindo, assim, que Ai selecionou e ordenou o material, que consiste em narração pessoal, excertos de diário, mitos gethenianos e relatórios etnológicos. A série Earthsea também usou de uma forma não convencional de narrativa, descrita pelo acadêmico Mike Cadden como "discurso indireto livre", na qual os sentimentos do protagonista não são separados diretamente da narração, fazendo o narrador parecer solidário aos personagens e removendo o ceticismo voltado aos pensamentos e emoções de um personagem, características da narração direta. Cadden sugere que este método leva a leitores jovens solidarizarem-se diretamente com os personagens, tornando-o uma técnica eficaz para a literatura jovem.
Diversas obras de Le Guin desafiaram as convenções da fantasia épica e dos mitos. Muitos de seus protagonistas na série Earthsea eram indivíduos de pele escura em comparação aos heróis brancos tradicionalmente usados; alguns dos antagonistas, por outro lado, eram brancos, uma mudança nos papéis raciais observada por diversos críticos. Numa entrevista de 2001, Le Guin atribuiu a ausência de ilustrações de personagens nas capas de seus livros à sua escolha de protagonistas que não fossem brancos. Ela explicou esta escolha: "a maioria das pessoas no mundo não são brancas. Por que, no futuro, assumiríamos que são?" Em seu livro Always Coming Home (1985), a autora descreveu "seu grande experimento", incluindo uma história contada pela perspectiva de um jovem protagonista, mas também incluiu poemas, esboços de plantas e animais, mitos e relatórios antropológicos da sociedade matriarcal dos Kesh, um povo ficcional que habita o Vale de Napa depois de uma enchente catastrófica atingir o mundo inteiro.

## Temas

### Gênero e sexualidade
Gênero e sexualidade são temas importantes em várias obras de Le Guin. The Left Hand of Darkness, publicado em 1969, esteve entre os primeiros livros do gênero agora conhecido como ficção científica feminista e é a mais famosa análise da androgenia na ficção científica. A história se passa no planeta ficcional de Gethen, onde seus habitantes são humanos ambissexuais sem identidade de gênero fixa, que adotam características femininas ou masculinas durante períodos breves de seus ciclos sexuais. O sexo que adotam pode depender do contexto e de relacionamentos. Gethen foi retratada como uma sociedade sem guerra, como resultado da ausência de características de gênero fixas, e, também, sem sexualidade como um fator contínuo em relações sociais. A cultura getheniana foi explorada no romance pelos olhos de um terráqueo, cuja masculinidade se mostra uma barreira à comunicação entre culturas. Fora do Ciclo de Hain, o uso feito por Le Guin de uma protagonista mulher em The Tombs of Atuan, publicado em 1971, foi descrito como uma "exploração significativa da condição feminina".

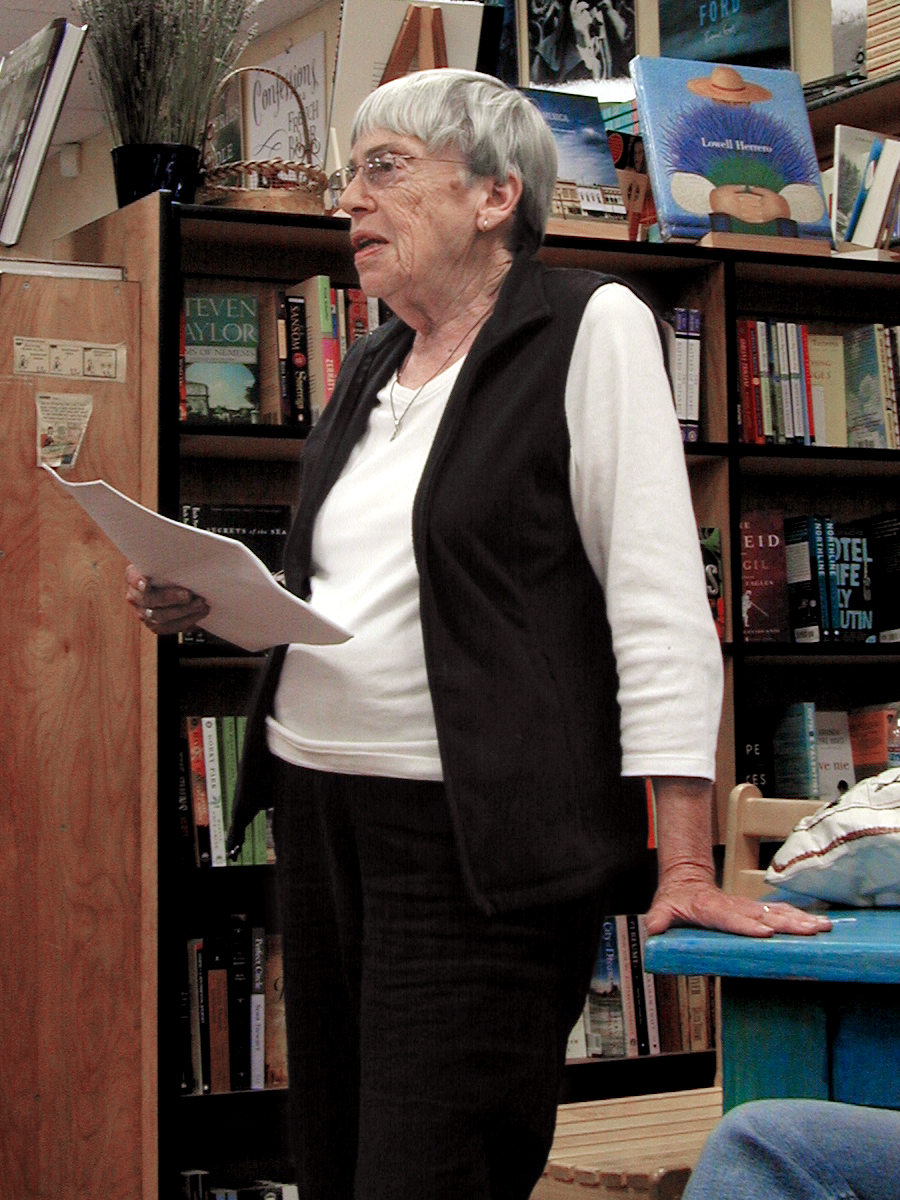
Le Guin numa leitura na cidade de Danville (junho de 2008)

A atitude de Le Guin em relação a gênero e feminismo evoluiu consideravelmente ao longo do tempo. Embora The Left Hand of Darkness tenha sido visto como um marco na exploração de gênero, o romance também recebeu críticas por não ter se aprofundado o suficiente. Críticos observaram seu uso de pronomes masculinos para descrever personagens andróginos, a ausência de personagens andróginos retratados em papéis esteriotipicamente femininos, e a representação da heterossexualidade como sendo a norma em Gethen. A caracterização de gênero na série Earthsea também foi descrito como perpetuando a ideia de um mundo dominado por homens; de acordo com a Encyclopedia of Science Fiction, "Le Guin via homens como atores e agentes no [mundo], enquanto mulheres permaneciam o centro imóvel, o poço do qual os homens bebiam". Inicialmente, a autora defendeu suas obras: no ensaio "Is Gender Necessary?" (1976), escreveu que gênero estava em segundo plano em relação a lealdade, tema principal do romance. Le Guin revisitou seu ensaio em 1988 e reconheceu que gênero era central para o romance; ela também se desculpou por caracterizar os gethenianos exclusivamente em relacionamentos heterossexuais.
Le Guin respondeu a estas críticas em seus escritos subsequentes. Intencionalmente, a autora usou pronomes femininos para todos os gethenianos sexualmente latentes em seu conto "Coming of Age in Karhide" (1975) e numa reedição posterior do conto "Winter's King", publicado pela primeira vez em 1969. Mais tarde, "Coming of Age in Karhide" foi incluído na coleção The Birthday of the World (2002), que continha seis outros contos descrevendo uniões matrimoniais e relacionamentos sexuais heterodoxos. Ela também revisitou relações de gênero na série Earthsea em Tehanu, publicado em 1990. Este volume foi descrito como uma reformulação ou releitura de The Tombs of Atuan, porque o poder e status de Tenar, a protagonista, são o inverso do que foram no livro anterior, que também se focava nela e em Ged. Durante este período final, Le Guin considerou The Eye of the Heron, publicado em 1978, como seu primeiro trabalho genuinamente centrado numa mulher.

### Desenvolvimento moral
Le Guin explora a transição à vida adulta e, mais amplamente, o desenvolvimento moral em muitas de suas obras. É o caso, especialmente, em seus trabalhos escritos para o público jovem, como as séries Earthsea e Annals of the Western Shore. Le Guin escreveu num ensaio de 1973 que escolheu explorar temas de transição à vida adulta já que estava escrevendo para um público jovem: "tornar-se adulto [...] é um processo que me levou muitos anos; terminei-o, tanto quanto serei capaz de fazê-lo, aos trinta e um; e, assim, é algo que me toca profundamente. E também toca a maioria dos adolescentes. Em verdade, é sua profissão principal." Ela também disse que a fantasia era o meio mais adequado para descrever a transição à vida adulta, porque explorar o subconsciente era difícil usando a linguagem da "vida cotidiana racional".
Os primeiros três romances da série Earthsea acompanham Ged da juventude à velhice, e cada um deles também acompanha o amadurecimento de um personagem diferente. A Wizard of Earthsea foca-se na adolescência de Ged, enquanto The Tombs of Atuan e The Farthest Shore exploram a de Tenar e a do príncipe Arren respectivamente. A Wizard of Earthsea é, frequentemente, descrito como um bildungsroman, o qual o amadurecimento de Ged é entrelaçado com sua jornada física ao longo do romance. Para Mike Cadden, o livro é uma história convincente "para um leitor tão jovem e, possivelmente, tão teimoso quanto Ged e, por isso, solidário a ele". Críticos descreveram o fim do romance, no qual Ged finalmente aceita a sombra como parte de si, como um ritual de passagem. A acadêmica Jeanne Walker escreve que o ritual de passagem no final seria uma analogia para todo o enredo de A Wizard of Earthsea, e que o enredo em si desempenha o papel de um ritual de passagem para o leitor adolescente.
Cada volume da série Annals of the Western Shore também descreve o amadurecimento de seu protagonista, e explora o estado de ser escravizado pelo próprio poder. O processo de crescer é apresentado como o ato de ver além das escolhas limitadas que a sociedade apresenta aos protagonistas. Em Gifts, Orrec e Gry percebem que os poderes detidos pelo seu povo podem ser usados de duas maneiras: para controlar e dominar ou para curar e cultivar. Este reconhecimento os permite optar por uma terceira escolha e partir. Este embate com escolhas foi comparado às escolhas que os personagens são forçados a fazer no conto "The Ones Who Walk Away from Omelas". Da mesma forma, Ged ajuda Tenar em The Tombs of Atuan a se valorizar e a encontrar escolhas que ela não havia visto, levando-a a deixar as Tumbas consigo.

### Sistemas políticos
Sistemas políticos e sociais alternativos são temas recorrentes na obra de Le Guin. Críticos se debruçaram especialmente sobre The Dispossessed e Always Coming Home, embora Le Guin explore temas relacionados em uma série de seus trabalhos, como em "The Ones Who Walk Away From Omelas". The Dispossessed é um romance distópico anarquista, que, de acordo com a autora, foi influenciado por anarquistas pacifistas, como Peter Kropotkin, bem como pela contracultura dos anos 1960 e 1970. Credita-se a Le Guin o "resgate do anarquismo do gueto cultural a que estava relegado", além de ajudar a trazê-lo ao mainstream intelectual. A autora Kathleen Ann Goonan escreveu que a obra de Le Guin confronta o "paradigma da insularidade acerca do sofrimento de pessoas, outros seres vivos e recursos", e explora "alternativas sustentáveis que respeitam a vida".
The Dispossessed, ambientado no sistema binário de Urras e Anarres, traz uma sociedade anarco-socialista planejada que é representada como uma "utopia ambígua". A sociedade, criada por colonizadores de Urras, é materialmente mais pobre do que a sociedade abastada de Urras, mas ética e moralmente mais avançada. Diferente de utopias clássicas, a sociedade de Anarres não é retratada como perfeita ou estática; Shevek, o protagonista, vê-se viajando a Urras para continuar sua pesquisa. No entanto, a misoginia e hierarquia presentes na sociedade autoritária de Urras estão ausentes entre os anarquistas, que baseiam sua estrutura social na cooperação e na liberdade individual. The Eye of the Heron, lançado alguns anos após The Dispossessed, foi descrito como continuando a exploração da liberdade humana, através do conflito entre duas sociedades de filosofias opostas: uma cidade habitada por descendentes de pacifistas e outra por descendentes de criminosos.
Always Coming Home, ambientada na Califórnia do futuro distante, examina uma sociedade belicosa, semelhante à sociedade estadunidense contemporânea, da perspectiva dos Kesh, seus vizinhos pacifistas. A sociedade dos Kesh foi identificada por acadêmicos como uma utopia feminista, a qual Le Guin usa para explorar o papel da tecnologia. O acadêmico Warren Rochelle afirmou que esta sociedade "não era nem um matriarcado, nem um patriarcado: homens e mulheres simplesmente existem". "The Ones Who Walk Away From Omelas", uma parábola que mostra uma sociedade na qual riqueza, felicidade e segurança generalizadas vêm às custas da miséria contínua de uma única criança, também foi lida como uma crítica à sociedade estadunidense contemporânea. The Word for World is Forest explora a maneira pela qual a estrutura da sociedade afeta a natureza; no romance, os nativos do planeta Athshe adaptaram seu estilo de vida à ecologia do planeta. A sociedade de humanos colonizadores, por outro lado, é mostrada como destrutiva e insensível; retratando isto, Le Guin também critica o colonialismo e o imperialismo, impulsionada, em parte, por seu desgosto com a intervenção dos EUA na guerra do Vietnã.
Outras estruturas sociais são examinadas em trabalhos como o ciclo de histórias Four Ways to Forgiveness ("Quatro Caminhos para o Perdão") e o conto "Old Music and the Slave Women", por vezes descrito como um "quinto caminho para o perdão". Ambientado no universo de Hain, as cinco histórias examinam os temas de revolução e reconstrução numa sociedadade escravocrata. De acordo com Rochelle, as histórias exploram uma sociedade que tem o potencial para construir uma "comunidade verdadeiramente humana", tornado possível quando o Ekumen reconhecem os escravos como seres humanos, oferecendo-lhes, assim, a perspectiva de liberdade e a possibilidade de utopia, ocasionada por uma revolução. Escravidão, justiça e o papel das mulheres na sociedade também são explorados na série Annals of the Western Shore.

## Recepção e legado

### Recepção
Le Guin foi rapidamente reconhecida após a publicação de The Left Hand of Darkness em 1969, e, a partir dos anos 1970, ela estava entre o escritores mais conhecidos da área. Seus livros venderam milhões de cópias e foram traduzidos para mais de 40 línguas; vários ainda continuam sendo editados mesmo décadas após sua primeira edição. Sua obra recebem atenção acadêmica intensa; ela foi descrita como sendo a "principal escritora de fantasia e ficção científica" dos anos 1970, a escritora de ficção científica mais frequentemente discutida dos anos 1970, e, ao longo de sua carreira, estudada tão intensivamente quanto Philip K. Dick. Posteriormente em sua carreira, também recebeu reconhecimento de críticos literários do mainstream: em seu obituário, Jo Walton afirmou que Le Guin "era tão boa que o mainstream não podia mais ignorar a ficção científica". De acordo com a acadêmica Donna White, Le Guin era uma "voz importante nas letras americanas", cuja escrita foi tema de vários volumes de crítica literária, mais de duzentos artigos acadêmicos e uma série de dissertações.
Le Guin foi inusitada por ter recebido reconhecimento por suas primeiras obras, que se mantiveram suas mais populares; em 2018, um comentador descreveu uma "tendência ao didatismo" em suas obras finais, enquanto John Clute, escrevendo para o The Guardian, afirmou que seus escritos finais "sofrem da necessidade, que ela claramente sentia, de falar responsavelmente a seu grande público sobre coisas importantes; um artista sendo responsável pode ser um artista usando uma coroa de espinhos". Nem todos os seus trabalhos receberam uma recepção tão positiva: The Compass Rose esteve entre os volumes que dividiu opiniões, enquanto a Science Fiction Encyclopedia descreveu The Eye of the Heron como "uma fábula política demasiado diagramática cuja simplicidade translúcida se aproxima da autoparódia". Até mesmo The Left Hand of Darkness, bem recebida criticamente, foi crítica por feministas e descrita pelo crítico Alexei Panshin como um "fracasso monótono".
Sua obra foi reconhecida pela mídia popular e por comentadores. Em 2009, o jornal Los Angeles Times comentou que, depois da morte de Arthur C. Clarke, Le Guin era "possivelmente a escritora de ficção científica mais aclamada no planeta", e a descreveu como uma "pioneira" da literatura para jovens. Num obituário, Clute descreveu Le Guin como tendo "conduzido a ficção científica americana por quase meio século", e tendo uma reputação como autora do "primeiro escalão". Em 2016, o New York Times a descreveu como "a maior escritora americana viva de ficção científica". Elogios a Le Guin focam-se, com frequência, nos temas sociais e políticos que suas obras exploram, e em sua prosa; o crítico literário Harold Bloom a descreveu como uma "estilista primorosa", dizendo que, em seus escritos, "cada palavra estava no lugar exato e cada frase ou linha tinha ressonância". Segundo Bloom, Le Guin foi uma "visionária que colocou-se contra toda brutalidade, discriminação e exploração". O New York Times a descreveu como usando "um estilo enxuto, porém lírico" para explorar questões de relevância moral. Prefaciando uma entrevista de 2008, a revista Vice descreveu a autora como tendo escrito "algumas das histórias de [ficção científica] e fantasia mais psicodélicas dos últimos 40 anos".
Outros autores também elogiaram a escrita de Le Guin. Depois de sua morte em 2018, Michael Chabon se referiu a ela como "a maior escrita americana de sua geração" e disse que "ela o assombrou com sua imaginação ilimitada". Margaret Atwood louvou a "voz sã, inteligente, astuta e lírica" da autora e escreveu que a injustiça social era uma motivação poderosa ao longo da vida de Le Guin. Sua prosa, segundo Zadie Smith, era "tão elegante e bela como qualquer outra escrita no século XX". Joyce Carol Oates destacou o "franco senso de justiça, decência e bom senso" de Le Guin e chamou-a de "uma das maiores escritoras americanas e uma artista visionária cuja obra perdurará por muito tempo". China Miéville descreveu Le Guin como um "colosso literário" e a descreveu como uma "escritora de seriedade ética e inteligência intensas, de sagacidade e fúria, de política radical, de sutileza, de liberdade e anseios".

### Prêmios e reconhecimentos

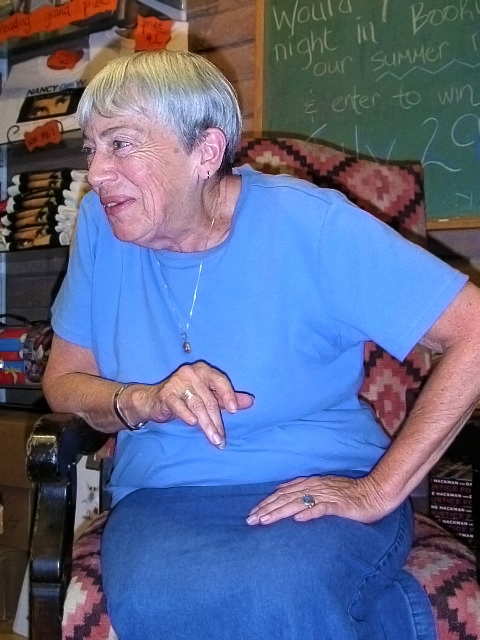
Le Guin num evento em 2004

Le Guin recebeu diversos prêmios anuais por obras individuais. Ela ganhou oito prêmios Hugo, para o qual foi indicada 26 vezes; ganhou seis prêmios Nebula, tendo sido indicada 18 vezes, incluindo quatro prêmios Nebula de Melhor Romance, para o qual foi indicada seis vezes, mais do que qualquer outro escritor. Le Guin recebeu 24 prêmios Locus, que são votados pelos assinantes da Revista Locus, e, desde 2029, está em terceiro lugar no total de vitórias, bem como em segunda por vitórias (depois de Neil Gaiman) por obras de ficção. Seu romances lhe renderam cinco prêmios Locus, quatro Nebulas, dois Hugos e um World Fantasy Award; e, nas categorias de ficção curta de cada um destes prêmios, seus contos também foram agraciados. Em 1973, The Farthest Shore, seu terceiro romance da série Earthsea, ganhou o National Book Award for Young People's Literature, e a autora foi uma finalista em dez premiações dos Mythopoeic Awards: nove na categoria Fantasia e uma na Acadêmica. Em 1997, sua coleção Unlocking the Air and Other Stories (1996) esteve entre os três finalistas do Prêmio Pulitzer de Ficção. Le Guin também ganhou outros prêmios, como três James Tiptree Jr. Awards e três Jupiter Awards. Ela ganhou seu último Hugo um ano após sua morte, pela edição completa da série Earthsea, ilustrada por Charles Vess; o mesmo volume também ganhou um prêmio Locus.
Le Guin foi agraciada com outras premiações que reconheceram suas contribuições à ficção científica. A autora recebeu o Gandalf Grand Master Award, votado pela World Science Fiction Society em 1979. A Science Fiction Research Association lhe concedeu o prêmio Pilgrim em 1989 por suas "contribuições ao longo da vida ao estudo de ficção científica e fantasia". Na World Fantasy Convention de 1995, ela ganhou o World Fantasy Award for Life Achievement em reconhecimento aos seus serviços excepcionais ao campo da fantasia. Em 2001, foi incluída no Hall da Fama da Ficção Científica e Fantasia, no sexto grupo, formado por dois escritos mortos e dois vivos. Em 2003, a Science Fiction and Fantasy Writers of America a nomeou seu 20.º Grand Master: ela foi a segunda e, até 2019, uma de apenas seis mulheres a receber esta honraria. Em 2013, recebeu o prêmio Eaton, concedido pela Universidade da Califórnia em Riverside, por suas contribuições à ficção científica.
Na fase final de sua carreira, Le Guin também recebeu prêmios por suas contribuições à literatura de uma maneira geral. Em abril de 2000, Biblioteca do Congresso dos EUA nomeou Le Guin como uma "Lenda Viva" na categoria "Escritores e Artistas" por suas contribuições significativas à herança cultural dos Estados Unidos. Em 2004, a American Library Association concedeu à autora o Margaret Edwards Award e também a escolheu para dar a palestra May Hill Arbuthnot. O Edwards Award reconhece um escritor e um conjunto de obra específico: o painel de 2004 citou os primeiros quatro volumes da série Earthsea, The Left Hand of Darkness e The Beginning Place. Este painel disse que Le Guin "havia inspirado quatro gerações de jovens a ler uma linguagem construída lindamente, a visitar mundos de fantasia que os informam sobre suas vidas e a pensar sobre suas ideias que não são nem fáceis, nem irrelevantes". Em 2016, uma coleção das obras de Le Guin foi publicada pela Library of America, honraria raramente concedida a autores vivos. Em 2014, a National Book Foundation premiou a autora com a Medalha por Contribuições Distintas às Letras Americanas, afirmando que ela havia "desafiado convenções de narrativa, de linguagem, de personagem e de gênero, além de transcender os limites entre fantasia e realismo para forjar novos caminhos para a ficção literária". Em 2017, foi feita membro da American Academy of Arts and Letters. Em 2021, o Serviço Postal dos Estados Unidos anunciou que seria lançado um selo com a imagem da autora; o pano de fundo seria uma cena de The Left Hand of Darkness.

### Legado e influência
Le Guin tinha uma influência considerável sobre o campo da ficção especulativa; Jo Walton argumentou que a autora desempenhou um grande papel tanto na ampliação do gênero quanto no auxílio a escritores do campo alcançarem reconhecimento pelo mainstream. Cita-se os livros da série Earthsea como tendo um impacto vasto, inclusive fora do campo da literatura. Atwood considera A Wizard of Earthsea um "manancial" da literatura de fantasia, e escritores modernos creditam o livro pela ideia da "escola de magia", posteriormente tornada famosa pela série de livros Harry Potter, e pela popularização do tropo do rapaz mago, também presente em Harry Potter. Um tema da série Earthsea é a ideia de que nomes têm poder; críticos sugeriram que isto inspirou a ideia do filme A Viagem de Chihiro (2001), de Hayao Miyazaki.

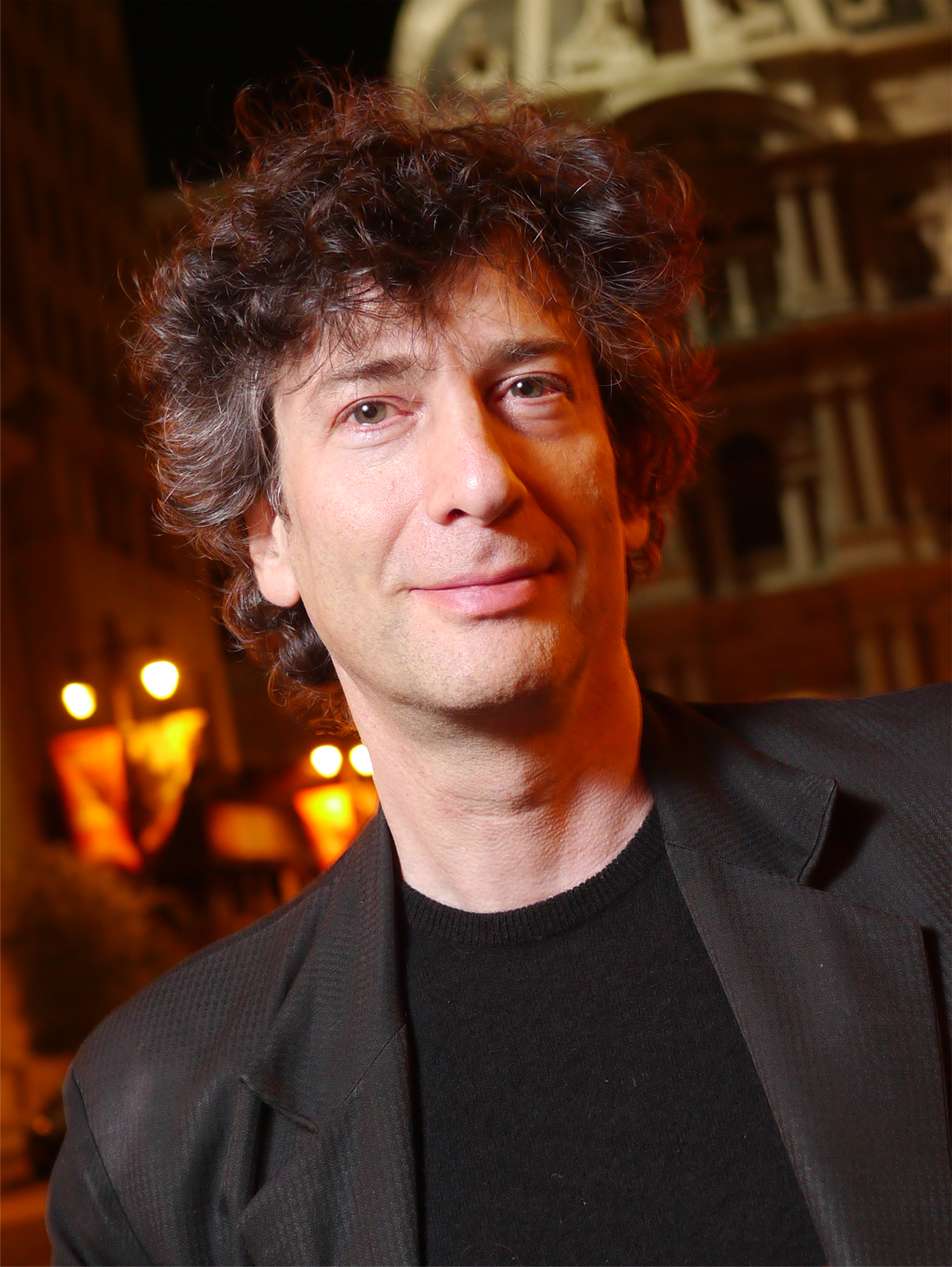
Neil Gaiman está entre os vários autores que reconheceram a influência de Le Guin em sua escrita

As obras de Le Guin ambientadas no universo de Hain também tem uma influência vasta. A autora cunhou, em 1966, o termo "ansible" para um dispositivo de comunicação interestelar instantânea; o termo foi, posteriormente, adotado por diversos outros escritores, incluindo Orson Scott Card na série Ender's Game e Neil Gaiman num roteiro para um episódio de Doctor Who. Suzanne Reid escreveu que na época em que The Left Hand of Darkness foi escrito, as ideias de Le Guin sobre androginia eram únicas não apenas na ficção científica, mas na literatura em geral. Este livro é especificamente citado como tendo deixado um grande legado; discutindo-o, o crítico Harold Bloom escreveu: "Le Guin, mais do que Tolkien, elevou a fantasia à alta literatura para o nosso tempo". Bloom também listou o livro em sua obra The Western Canon (1994) como um dos quais, em sua concepção de obras artísticas, foram importantes e influentes para a cultura ocidental. Esta visão encontrou eco na revista The Paris Review, que escreveu que "nenhuma obra fez mais para derrubar as convenções de gênero do que The Left Hand of Darkness", enquanto White argumentou que o romance é uma das obras de referência da ficção científica, tão importante quanto Frankenstein (1818), de Mary Shelley.
Comentadores também descreveram Le Guin como exercendo influência no campo da literatura em geral. A crítica literária Elaine Showalter sugeriu que Le Guin "deu o exemplo como escritora para mulheres desaprendendo o silêncio, o medo e a insegurança", enquanto o escritor Brian Attebery afirmou que "[Le Guin] nos inventou: críticos de ficção científica e fantasia como eu, mas também poetas e ensaístas, além de escritores e romancistas de livros ilustrados". A própria crítica literária de Le Guin mostrou-se influente: seu ensaio "From Elfland to Poughkeepsie" (1973) renovou o interesse sobre a obra do autor galês Kenneth Morris, e, eventualmente, levou a publicação de um romance póstumo dele. Le Guin também desempenhou um papel em trazer a ficção especulativa ao mainstream literário através de seu apoio aos jornalistas e esforços acadêmicos que examinavam o gênero.
Diversos autores importantes reconheceram a influência de Le Guin em suas obras. Jo Walton escreve que "a maneira [de Le Guin] ver o mundo teve uma grande influência sobre mim, não apenas como escritora, mas também como ser humano". Outros escritores que a autora influenciou incluem Salman Rushdie, David Mitchell, Gaiman, Algis Budrys, Goonan e Iain Banks. Mitchell, autor de livros como Cloud Atlas, descreveu A Wizard of Earthsea como exercendo uma influência forte sobre ele, e disse que sentiu um desejo de "manejar mundos como o mesmo poder que Ursula Le Guin". A Le Guin também tida como inspiração de várias escritoras de ficção científica nos anos 1970, incluindo Vonda McIntyre. Quando esta criou uma oficina de escritores em Seattle em 1971, Le Guin foi uma das instrutoras. Em 2009, a cineasta Arwen Curry começou a produzir um documentário sobre Le Guin, filmando "dezenas" de horas de entrevistas com a autora e com muitos outros escritores e artistas que nela haviam se inspirado. Curry lançou uma campanha de financiamento coletivo para terminar o filme no início de 2016 depois de receber uma bolsa da National Endowment for the Humanities.

### Adaptações
As obras de Le Guin já foram adaptadas para rádio, filme, televisão e teatro. Seu romance The Lathe of Heaven (1971) foi adaptado duas vezes para o cinema: a primeira em 1979 pela emissora WNET, que contou com a participação da autora; a segunda em 2002 pela A&E. Em 2008, numa entrevista, Le Guin disse que considerava a versão de 1979 como "a única boa adaptação para o cinema" de uma obra sua até então. No início dos anos 1980, Hayao Miyazaki pediu para adaptar Earthsea para o cinema como um filme de animação. Le Guin, que não conhecia a obra de Miyazaki ou animações japonesas, a princípio recusou a oferta, mas, depois, aceitou depois de assistir Meu Amigo Totoro. Os terceiro e quarto livros da série foram usados de base para Contos de Terramar (2006). O filme foi dirigido por Goro Miyazaki, filho de Hayao, o que desapontou Le Guin. A autora elogiou a estética do filme, escrevendo que "muito [do filme] era belo", mas criticou seu senso moral, seu uso de violência física e, especialmente, o uso de um vilão cuja morte forneceu a resolução do filme. em 2004, o Sci Fi Channel adaptou os dois primeiros livros da trilogia para a minissérie Legend of Earthsea. Le Guin a criticou fortemente, dizendo que "não tinha nada a ver com o Earthsea que imaginei", opondo-se ao uso de atores brancos para seus personagens de peles escuras.
O romance The Left Hand of Darkness foi adaptado para o teatro em 1995 pela companhia Lifeline Theatre, de Chicago. O crítico Jack Helbig, escrevendo para o Chicago Reader, disse que "a adaptação é inteligente e bem construída, mas, em última análise, insatisfatória", em grande medida pela dificuldade extrema de reduzir um romance complexo de 300 páginas numa peça de duas horas. Paradises Lost foi adaptado para uma ópera pelo programa de ópera da Universidade de Illinois. A ópera foi composta por Stephen A. Taylor; o libretto foi atribuído tanto a Kate Gale quanto a Marcia Johnson. Criada em 2005, a ópera estreou em abril de 2012. Le Guin descreveu a adaptação como uma "bela ópera" e esperava que fosse adquirida por outros produtores. Também disse que estava mais satisfeita com as adaptações de suas obras para o teatro, incluindo Paradises Lost, do que para o cinema até ali. Em 2013, as companhias teatrais Portland Playhouse e Hand2Mouth Theatre produziram uma peça baseada em The Left Hand of Darkness, dirigida e adaptada por Jonathan Walters, com roteiro de John Schmor. A peça estreou em 2 de maio de 2013 e continuou até 6 de junho de 2013 na cidade de Portland, no Oregon.

## Bibliografia

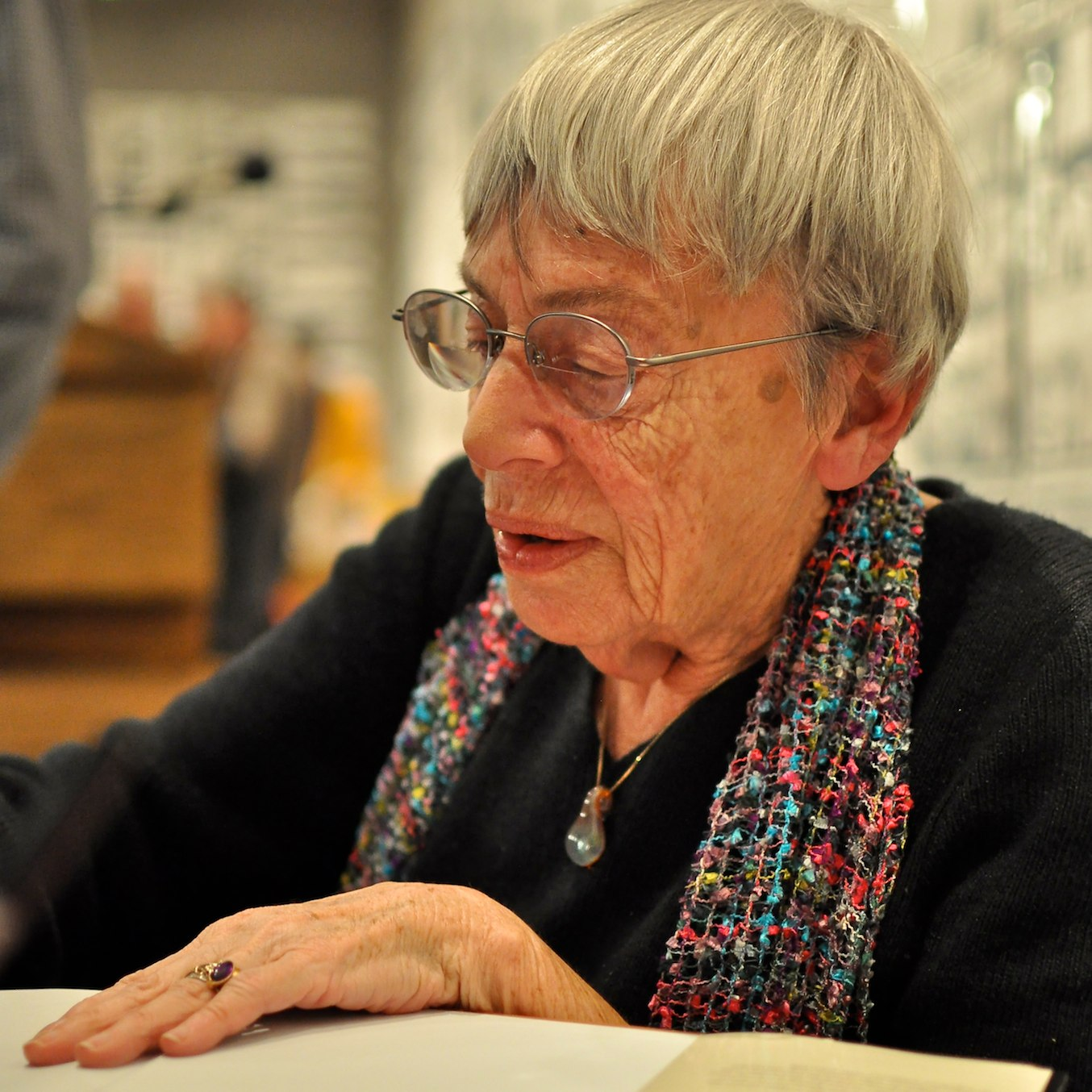
Le Guin autografando um livro em 2013